# 조진호 (2003년)
조진호(2003년 7월 10일 ~ )는 대한민국의 축구 선수로, 포지션은 미드필더이다. 현재 코니아스포르 소속이다.